# Rede Metropolitana de Salvador
A Rede Metropolitana de Salvador (Remessa) é uma rede de computadores baseada em fibra óptica, construída através da iniciativa Redes Comunitárias de Educação e Pesquisa (Redecomep). Localizada na região metropolitana da capital baiana, atende a mais de 35 instituições de ensino, pesquisa e saúde. 
A rede é fruto de investimentos da FINEP/MCT, do Governo do Estado da Bahia e da Prefeitura Municipal de Salvador. Os investimentos totalizados são estimados na ordem de 3 milhões de reais, resultando na construção dos primeiros 106 km de extensão da rede. Durante os anos em operação, parcerias e investimentos viabilizaram a ampliação das dimensões originais. Atualmente a Remessa apresenta, aproximadamente, 260 km de extensão.

## Histórico
Alguns marcos históricos da rede:
| Período           | Fato |
| ----------------- | --- |
| 2005              | A RNP dá a partida do projeto Redes Comunitárias de Educação e Pesquisa (Redecomep), iniciativa voltada para promover a implantação de redes de alta velocidade em 26 capitais de estados do Brasil. |
| Abril/2005 a 2007 | São realizadas articulações para definição dos parceiros, do projeto e dos convênios; |
| 2007              | A construção da Remessa é iniciada; |
| Julho/2009        | A Remessa é inaugurada e entra em operação. |

## Instituições Participantes
- Centro Integrado de Telemática do Exército (CITEX)
- Companhia de Governança Eletrônica do Salvador (Cogel)
- Companhia de Processamento de Dados do Estado da Bahia (PRODEB)
- Defensoria Pública do Estado da Bahia
- Empresa Brasileira de Serviços Hospitalares (EBSERH)
- Escola Bahiana de Medicina e Saúde Pública (EBMSP)
- Escola de Formação Complementar do Exército (EsFCEx)
- Faculdade de Tecnologia e Ciências (FTC)
- Faculdade Ruy Barbosa (FRB)
- Fundação de Amparo à Pesquisa do Estado da Bahia (FAPESB)
- Fundação Estatal Saúde da Família (ESF-SUS)
- Fundação Oswaldo Cruz (Fiocruz)
- Hospital Aristides Maltez (HAM)
- Hospital Geral Roberto Santos (HGRS)
- Hospital Humberto Castro Lima (IBOPC)
- Hospital Martagão Gesteira (HMG)
- Hospital Santa Izabel
- Hospital São Rafael (HSR)
- Hospital Sarah Kubitschek
- Instituto Anísio Teixeira (IAT)
- Instituto Baiano De Metrologia E Qualidade (Ibametro)
- Instituto de Radiodifusão Educativa da Bahia (IRDEB)
- Instituto Federal Baiano(IF Baiano)
- Instituto Federal da Bahia (IFBA)
- Laboratório Central de Saúde Pública (LACEN)
- Ministério Público do Estado da Bahia (MPBA)
- Obras Sociais Irmã Dulce (OSID)
- Promédica
- Secretaria de Ciência, Tecnologia e Inovação do Governo do Estado da Bahia (SECTI)
- SENAI-CIMATEC
- Universidade Católica do Salvador (UCSal)
- Universidade do Estado da Bahia (UNEB)
- Universidade Federal da Bahia (UFBA)
- Universidade Federal do Sul da Bahia (UFSB)
- Universidade Salvador (UNIFACS)

### Parceiros com redes corporativas próprias
- Companhia de Eletricidade do Estado da Bahia (COELBA)
- Governo do Estado da Bahia - Infovia Digital da Bahia
- Núcleo de Informação e Coordenação do Ponto BR (NIC.br)
- Prefeitura Municipal de Salvador - Infovia Municipal da Cidade Digital de Salvador
- Serviço Federal de Processamento de Dados (SERPRO)
- Telecomunicações Brasileiras S.A. (Telebrás)

## Topologia
A Remessa foi projetada em uma topologia de múltiplos anéis. O modelo possibilita a conexão das instituições através de duas ou mais conexões, aumentando a disponibilidade do acesso. Ainda que uma conexão seja indisponibilizada por um incidente, as instituições manterão a conexão à rede através das demais conexões redundantes.

## Gestão

### Comitê Gestor (CG)
O Comitê Gestor (CG) da Remessa é o órgão colegiado responsável pela gestão da rede. É formado por um representante de cada instituição participante. Atua nas decisões estratégicas e no estabelecimento das metas e diretrizes da Remessa.

### Comitê Técnico (CT)
O Comitê Técnico (CT) é o órgão consultivo da rede. Com perfil técnico, tem o papel de auxiliar o CG nas demandas com caráter técnico. O CT, assim como ocorre com o CG, é composto por um representante de cada instituição participante. Dentre as atribuições do CT estão a realização de pesquisas para soluções técnicas de demandas e a prestação de esclarecimentos técnicos solicitados pelo CG.

### Núcleo de Operação e Controle (NOC/Remessa)
O Núcleo de Operação e Controle da Remessa (NOC/Remessa) é órgão responsável pela operação da rede. Possui o papel de manter a rede operacional e de implementar as soluções técnicas responsáveis pelo provimento dos serviços na rede. 